# Paweł Klisz
Paweł Klisz, né le 4 août 1992 à Bielsko-Biała, est un fondeur polonais.

## Biographie
Licencié au club UKS RAWA Siedlce, il fait ses débuts dans la scène internationale en mars 2009.
En 2011, il court son premier championnat du monde junior à Otepää, sans obtenir de résultat significatif, puis monte sur son premier podium sur une manche de la Coupe slave. Lors de l'édition 2012 des Championnats du monde junior, il est bien mieux classé, arrivant 17e du dix kilomètres classique et 13e du skiathlon.
Il fait ses débuts en Coupe du monde en janvier 2013 au sprint par équipes de Liberec. Lors de la saison 2013-2014, il est au départ de sa première course individuelle en Coupe du monde à Nové Město (56e), puis obtient son meilleur résultat sur le quinze kilomètres classique de Szklarska Poręba (38e). Quelques semaines plus tard, il participe aux Jeux olympiques de Sotchi, où il court le skiathlon (60e) et le quinze kilomètres classique (64e).
Aux Championnats du monde 2017 à Lahti, il honore sa première sélection en mondial, pour des résultats individuels suivants : 64e du sprint et 61e du quinze kilomètres.
Pour la saison 2018-2019, en compagnie de Jan Antolec, il rejoint la Team Bauer, fondée par Lukáš Bauer, pour courir sur le circuit Ski Classics. En 2018 et 2019, il est également sacré champion de Pologne du sprint par équipes avec Maciej Staręga.

## Palmarès

### Jeux olympiques d'hiver
| Épreuve / Édition | Épreuve / Édition | Sotchi 2014 |
| Skiathlon         | Skiathlon         | 60e         |
| 15 km classique   | 15 km classique   | 64e         |

### Championnats du monde
| Épreuve / Édition   | Sprint | Sprint                           | 15 km                            | 15 km     | Skiathlon 2 × 15 km | 50 km | Relais | Relais    |
| Épreuve / Édition   | libre  | classique                        | libre                            | classique | Skiathlon 2 × 15 km | 50 km | Sprint | 4 × 10 km |
| Mondiaux 2017 Lahti | 64e    | Épreuve inexistante à cette date | Épreuve inexistante à cette date | 61e       | -                   | -     | -      | 13e       |

Légende :
- : pas d'épreuve
- — : non disputée par Paweł Klisz

### Championnats de Pologne
- 3 titres individuels[3] :
  - 30 kilomètres en 2012 et 2013.
  - 50 kilomètres en 2015.